# Павленко, Николай Николаевич
Николай Николаевич Павленко (укр. Микола Миколайович Павленко; род. 7 мая 1979, Лозовая, Харьковская область) — украинский футболист, вратарь.

## Биография
Воспитанник харьковского спортинтерната. Начал профессиональную карьеру в кировоградской «Звезде-2». Позже играл за «Явор-Сумы», «Спартак-2» (Москва), СКА (Ростов-на-Дону). Летом 2003 года вернулся в «Явор-Сумы», но клуб уже назывался «Спартак».
В 2004 году перешёл в киевский «Арсенал». В Высшей лиге дебютировал 12 июня 2005 года в матче против бориспольского «Борисфена» (0:1). Летом 2005 года перешёл в «Борисфен». После играл за «Крымтеплицу» и дубль ФК «Харьков». В феврале 2008 года перешёл в финский клуб «РоПС». Отыграв 5 матчей, был уволен из-за подозрений в причастности к мошеннической схеме, связанной с игрой на тотализаторе. Летом 2008 года перешёл в луганский «Коммунальник», но из-за проблем клуб прекратил своё существование. Павленко перешёл в узбекский клуб «Насаф» из города Карши.